# Демографија Данске
Данска је према процјени броја становника из 2010. имала 5.515.575 становника.

Подаци о попису:
- Мушкарци: 2.723.361
- Жене: 2.792.214
- Густина насељености: 127.99 на км²
- Површина: 43.094 км²

## Етничке групе
У Данској су Данци етничка већина.

У Данској живе:
- Данци
- Инуити
- Фарерци
- Немци
- Турци
- Персијанци
- Сомалци
- Арапи
- Јевреји
- Кинези
- Пакистанци
- други

## Религија
У Данској преовладава лутеранизам.
Заступљеност по вјерском опредељењу:
- лутерани (95%)
- остале хришћанске религије (3%)
- муслимани (2%)

## Језик
У Данској се највише говори:
- дански, а мање
- ферјарски
- гренландски
- енглески

## Старосна структура
| Године   | <15              | 15-65              | 65>              |
| -------- | ---------------- | ------------------ | ---------------- |
| Мушкарци | 505.948 (18,58%) | 1.815.500 (66,66%) | 401.913 (14,76%) |
| Жене     | 480.079 (17,19%) | 1.799.707 (64,45%) | 512.428 (18,35%) |
| Укупно   | 986.027 (17,88%) | 3.615.207 (65,55%) | 914.341 (16,58%) |

## Средња старост
| Средња старост | године |
| -------------- | ------ |
| Мушкарци       | 39,80  |
| Жене           | 41,60  |
| Укупно         | 40,70  |

## Стопа миграције, наталитета и морталитета
| Стопа миграције   | на 1.000 становника | 2,47  |
| Стопа наталитета  | на 1.000 становника | 10,40 |
| Стопа морталитета | на 1.000 становника | 10,19 |

## Стопа раста становништва
Стопа раста становништва:0,27%

## Стопа умрле одојчади
| Мушкарци | на 1.000 живорођених | 4,34 |
| Жене     | на 1.000 живорођених | 4,23 |
| Укупно   | на 1.000 живорођених | 4,29 |

## Очекивани животни вјек
| Пол      | Године |
| -------- | ------ |
| Мушкарци | 76,11  |
| Жене     | 80,97  |
| Укупно   | 78,47  |

## Стопа фертилитета
Стопа фертилитета:1,74 живорођене дјеце/мајка

## Писменост
- Мушкарци:99%
- Жене:99%
- Укупно:99%